# 江淵 (正統進士)
江淵（1411年—？），字如淵，浙江寧波府奉化縣人，軍籍。明朝政治人物。進士出身。

## 生平
正統三年（1438年）戊午科浙江鄉試第二十六名。正統七年（1442年）壬戌科會試第一百六名，殿試登進士第三甲第十八名。

## 家族
曾祖父江生玉。祖父江克善。父亲江伯英。

## 延伸阅读
[在维基数据编辑]
 《明史卷一百六十八》，出自《明史》